# Di canzone in canzone
Di canzone in canzone è l'undicesimo album in studio degli Alunni del Sole, pubblicato nel 1992.

## Tracce
1. Di canzone in canzone
2. Giochi di bimba negli occhi tuoi
3. Dimenticarsi
4. Rosita
5. 'O sole se ne jeva
6. Sentimentale
7. Francesca
8. Perché
9. Donna
10. Lena